# Eric Stewart
Eric Michael Stewart (Droylsden, 20 gennaio 1945) è un cantante, chitarrista e produttore discografico britannico.

## Carriera
Negli anni '60 è stato chitarrista e cantante del gruppo The Mindbenders, che ha avuto successo soprattutto con i brani A Groovy Kind of Love e The Game of Love.
Dal 1972 al 1995 è stato il frontman della band 10cc. Con questo gruppo ha raggiunto il successo e ha inciso numerosi album, nei quali ha cantato nella maggior parte dei brani, suonato chitarra e tastiere, e composto insieme a Graham Gouldman alcuni dei più celebri brani della band, tra cui il classico I'm Not In Love, il cui testo è stato scritto per sua moglie proprio per affermare il contrario del titolo. 
Nel 1968 è diventato comproprietario degli Strawberry Studios a Stockport, intraprendendo così anche la carriera di produttore discografico e ingegnere di registrazione.
Nel periodo 1982-1986 ha collaborato con Paul McCartney in tre dischi. Inoltre ha lavorato anche con Alan Parsons negli anni '90.
Nel 1995, dopo essere rimasti per anni un duo a seguito l'abbandono di Kevin Godley e Lol Creme alla fine degli anni '70, Stewart si separa da Gouldman a seguito di forti incomprensioni, lasciando quindi i 10cc. Attualmente i due non parlano più da anni, e hanno escluso qualsiasi tipo di riconciliazione (lo stesso era accaduto nei primi anni '90 alla coppia Godley/Creme).
Nel 2019 Stewart annuncia il suo ritiro dalle scene.

## Discografia solista
- 1980 - Girls
- 1982 - Frooty Rooties
- 2003 - Do Not Bend
- 2009 - Viva la Difference